# Пердідо-Біч
Пердідо-Біч (англ. Perdido Beach) — місто (англ. town) в США, в окрузі Болдвін штату Алабама. Населення — 555 осіб (2020).

## Історія
Поселення Пердідо-Біч було засноване ще у 1901 р. До 2009 р. це була статистично обумовлена місцевість. 21 квітня 2009 року, приблизно дві третини жителів проголосували на референдумі за реєстрацію міста.

## Географія
Пердідо-Біч розташоване на півдні Алабами, на березі Мексиканської затоки, на відстані 5,2 милі від міста Орендж-Біч за координатами 30°21′14″ пн. ш. 87°30′21″ зх. д. / 30.35389° пн. ш. 87.50583° зх. д. (30.353903, -87.505784).  За даними Бюро перепису населення США в 2010 році місто мало площу 3,22 км², з яких 3,22 км² — суходіл та 0,00 км² — водойми.

## Демографія
Згідно з переписом 2010 року, у місті мешкала 581 особа в 273 домогосподарствах у складі 189 родин. Густота населення становила 180 осіб/км².  Було 413 помешкання (128/км²).
Расовий склад населення:
| - 96,2 % — білих - 0,2 % — вихідців з тихоокеанських островів - 0,2 % — корінних американців - 0,2 % — чорних або афроамериканців - 0,2 % — азіатів |

До двох чи більше рас належало 2,9 %. Частка іспаномовних становила 2,1 % від усіх жителів.
За віковим діапазоном населення розподілялося таким чином: 14,1 % — особи молодші 18 років, 58,7 % — особи у віці 18—64 років, 27,2 % — особи у віці 65 років та старші. Медіана віку мешканця становила 55,0 року. На 100 осіб жіночої статі у місті припадало 106,8 чоловіків;  на 100 жінок у віці від 18 років та старших — 106,2 чоловіків також старших 18 років.
Середній дохід на одне домашнє господарство  становив 68 324 долари США (медіана — 47 222), а середній дохід на одну сім'ю — 84 727 доларів (медіана — 55 000). За межею бідності перебувало 17,7 % осіб, у тому числі 38,6 % дітей у віці до 18 років та 8,0 % осіб у віці 65 років та старших.
Цивільне працевлаштоване населення становило 261 осіб. Основні галузі зайнятості: освіта, охорона здоров'я та соціальна допомога — 28,7 %, роздрібна торгівля — 13,8 %, мистецтво, розваги та відпочинок — 12,6 %.